# Uranio Fontana
Pour les articles homonymes, voir Fontana.
Uranio Fontana est un compositeur d'opéras italien né le 15 novembre 1815 à Iseo (Province de Brescia, Royaume lombard-vénitien) et mort le 20 mars 1881 à Maisons-Laffitte.

## Biographie
Uranio Fontana étudia la musique au conservatoire de Milan jusqu'en 1833, où il eut comme professeurs Francesco Basily, Gaetano Piantanida et Ray. Après y avoir donné quelques opéras, il s'installa à Paris en 1848. Quelques années plus tard, il fut nommé maître de chant au Conservatoire, position qu'il occupa de 1856 à 1865. Il continua ensuite d'enseigner à titre privé, comptant notamment parmi ses élèves la célèbre Sophie Cruvelli.

## Œuvres lyriques
- 1837 : Isabella di Lara, Rome, Teatro Valle
- 1840 :  Lo zingaro, opéra en 2 actes, livret de Thomas Sauvage, Paris, Théâtre de la Renaissance, 29 février
- 1842 :  Giulio d'Este, Padoue, Teatro Nuovo
- 1847 :  I baccanti, drame lyrique en 3 actes, livret de Giacomo Sacchèro, Milan, Teatro Carcano, printemps
- 1853 :  Élisabeth, ou La fille du proscrit, Paris, Théâtre-Lyrique, 31 décembre (rifacimento de Otto mesi in due ore de Gaetano Donizetti)

## Sources
- Corrado Ambiveri, Operisti minori dell'800 italiano, Gremese editore, Piccola biblioteca delle arti, 1998